# 張彭春
張 彭春（ちょう ほうしゅん、1892年 - 1957年）は、清・中華民国の教育者、思想家、劇作家、人権活動家、外交官である。P・C・チャン(Peng Chun Chang)の名でも知られる。

## 生涯
張は清国の天津で生まれた。兄に、南開大学の創設者の1人である張伯苓がいる。
1913年にアメリカ合衆国マサチューセッツ州ウースターのクラーク大学で学士号を取得した。コロンビア大学で著名な哲学者・教育者であるジョン・デューイに師事し、Ph.D.を取得した。その後中国に戻って天津の南開大学の教授となり、哲学を教えるとともに、中国伝統演劇について研究した。京劇解釈の第一人者である梅蘭芳のサークルにも参加していた。1930年には北米、1935年にはソ連で中国古典劇の公演を指揮した。
1937年に日本が中国に侵攻すると、張は南開大学の抗日レジスタンスに参加した。日本軍が天津に到着すると、女装して天津を脱出した。その後、中華民国政府から南京大虐殺に関する欧米での啓蒙活動の支援を受けた。後にシカゴ大学で教鞭を執った。
1942年、中華民国の外交官となり、在トルコ大使館に勤務した。張は中国の文化を熱心に推進した。トルコでは、イスラム文化と中国文化の相互影響と共通点、儒教とイスラム教の関係について講義を行った。戦後、世界人権宣言を作成する会議に中華民国代表として参加した。1952年、心臓病の悪化を理由に国連を辞任し、1957年にニュージャージー州ナットリーの自宅で亡くなった。

## 思想と人権に関する活動
張は博学者（ルネサンス・マン）であったと言われている。張は劇作家、音楽家、外交官であり、中国の伝統的な文学や音楽を愛し、西洋文化とイスラム文化にも精通していた。張の哲学は儒教に基づいていた。国連経済社会理事会（経社理）の初会合で、張は孟子の言葉を引用し、経社理の最高の目的は善意で人々を従わせることであると述べた。また、権利に関して影響力のある西洋の思想家の多くが、中国の思想に導かれていると主張した。1948年の国連総会で「人権に関する進歩的な考えがヨーロッパで初めて提唱された18世紀には、中国の哲学者の翻訳がヴォルテール、ケネー、ディドロなどの思想家に知られ、彼らの封建制に対する人間的な反乱に影響を与えていた」と述べている。
国連人権委員会の初代副委員長と中華民国代表を務め、世界人権宣言の起草委員会では、アジアの有能な代表として、また交渉が膠着状態に陥った際には調停役としても活躍した。哲学者・外交官でレバノン代表のチャールズ・マリクとは、普遍的な人権の理想を共有していたが、それが何であるか、国際的な文書にどのように記述すべきかについて激しく議論していた。ある委員は、張とマリクは「お互いに憎み合っている」と日記に書いていた。しかし、張とマリクは審議の哲学的リーダーであった。張は、現代世界が孟子などの中国の哲学者に敬意を払うべきであり、それは彼らが中国人だからではなく、彼らの思想が普遍的な妥当性を持つからであると主張した。